# Johann Joseph Gassner
Johann Joseph Gaßner (Gassner) (22 de agosto de 1727 Braz, perto Bludenz, Vorarlberg - 1779 Pondorf, agora parte da Winklarn, Baviera) foi um famoso exorcista.
Enquanto exercia função de padre católico em Klösterle ele ganhou grande celebridade, professando a condição de "expulsar demônios" e realizava curas sobre os enfermos por meio de oração; ele foi atacado como impostor, mas o bispo de Regensburg, que acreditou em sua honestidade, deu-lhe a absolvição de Pondorf.
Os métodos de Gaßner têm sido associados a uma forma especial de tratamento hipnótico. Ele foi descrito como um antecessor da moderna hipnose